# Jan Jones
Jan Jones (1955) é uma escritora e ex-engenheira de software britânica.

## História
Em sua atividade como engenheira de software, Jones tornou-se conhecida pelo desenvolvimento da linguagem de programação SuperBASIC para o computador pessoal Sinclair QL, em meados da década de 1980.
Seu primeiro romance, Stage By Stage, foi publicado em julho de 2005 e venceu o Romantic Novelists’ Association Joan Hessayon Award neste mesmo ano.

## Obras
- QL SuperBASIC - The Definitive Handbook (1985)
- Stage By Stage (2005)